# Giresun Dağları
Die Giresun Dağları (dt. Giresun Berge: plural von "Dağ", dt. "Berg") sind ein Gebirgszug des Ostpontischen Gebirges im Süden der nordtürkischen Provinz Giresun.
Die Giresun Dağları erstrecken sich über eine Länge von etwa 120 km in West-Ost-Richtung zwischen Mesudiye in der Provinz Ordu im Westen bis zur Provinzgrenze von Gümüşhane im Osten. Der Melet Çayı trennt das Gebirge im Westen zum Canik Dağları. Das Flusstal des Kelkit Çayı, entlang welchem die Nordanatolische Verwerfung verläuft, bildet die südliche Abgrenzung des Gebirges. Nach Norden hin wird das Gebirge von den Flüssen Pazarsuyu Deresi, Aksu Deresi, Yağlıdere Çayı, Gelevera Deresi und weiteren zum Schwarzen Meer hin entwässert. Im äußersten Osten des Gebirgszugs befindet sich das Gebirgsmassiv Alucra Dağları. Dieses bildet den höchsten Teil der Giresun Dağları und erreicht im Abdal Musa Tepesi, dem höchsten Punkt der Provinz Giresun, eine maximale Höhe von 3331 m. Nach Osten schließt sich der Gebirgszug Gümüşhane Dağları an. Im Westen befindet sich das Gebirgsmassiv Karagöl Dağları mit einer maximalen Höhe von 3107 m. Die Fernstraße D865 (Dereli–Şebinkarahisar) überquert am Eğribel-Pass den Gebirgszug auf einer Höhe von 2320 m.

## Berge (Auswahl)
Im Folgenden sind eine Reihe von Gipfeln der Giresun Dağları sortiert in West-Ost-Richtung aufgelistet:
- Karagöl Tepesi (3107 m) (⊙), Giresun/Ordu/Sivas
- Akilbaba Tepesi (2850 m) (⊙), Giresun
- Abdal Musa Tepesi (3331 m) (⊙), Giresun/Gümüşhane